# Бейца (Хунедоара)
Бейца (рум. Băița) — село у повіті Хунедоара в Румунії. Адміністративний центр комуни Бейца.
Село розташоване на відстані 307 км на північний захід від Бухареста, 17 км на північ від Деви, 99 км на південний захід від Клуж-Напоки, 132 км на схід від Тімішоари.

## Населення
За даними перепису населення 2002 року у селі проживали 466 осіб.
Національний склад населення села:
| Національність | Кількість осіб | Відсоток |
| -------------- | -------------- | -------- |
| румуни         | 443            | 95,1%    |
| угорці         | 10             | 2,1%     |
| німці          | 8              | 1,7%     |

Рідною мовою назвали:
| Мова      | Кількість осіб | Відсоток |
| --------- | -------------- | -------- |
| румунська | 457            | 98,1%    |
| угорська  | 6              | 1,3%     |